# Alexandru Dincă (handbalist)
Alexandru Dincă (n. 18 decembrie 1945, București, România – d. 30 aprilie 2012, București, România) a fost un handbalist român, care a făcut parte din lotul echipei naționale de handbal a României, medaliată cu bronz olimpic la München 1972. 

## Distincții
- Ordinul „Meritul Sportiv” clasa a II-a (29 martie 1974) „pentru comportarea remarcabilă și ocuparea locului I la Campionatul mondial de handbal masculin – ediția 1974 –, precum și pentru contribuția deosebită adusă la dezvoltarea acestui sport și la creșterea prestigiului sportului românesc pe plan internațional”[3]